# Валдорф
Валдорф е град в окръг Рейн-Некар-Крайс на провинция Баден-Вюртемберг в Германия. Населението му по данни от проброяването към 31 декември 2011 г. е 14 957 жители.
Валдорф е понастоящем може би най-известен като града, в който се намира главната централа на SAP – третата по големина в света софтуерна компания. Валдорф е един от най-богатите градове в Европа и на няколко пъти е отличен като икономически най-актрактивната община на Германия. Градът е известен и като родно място на Джон Джейкъб Астор. Много от неговите наследници от фамилията Астор добавят северно-американската версия на наименоваието Waldorf към името си. Оттам произлиза и името на хотела „Уолдорф-Астория“ в Ню Йорк.
Най-близката железопътна гара е Вислох-Валдорф, намираща се между Вислох (съседен град в източна посока) и Валдорф.

## Забележителности
Очарователната синагога от деветнадесети век, която понастоящем се ползва за протестантска църква.

## Места за хранене
Валдорф е прочут с белите аспержи, които може да опитате от април до юни.

## Известни личности
Родени във Валдорф
- Джон Джейкъб Астор (1763 – 1848), предприемач